# Proasellus beroni
Proasellus beroni és una espècie de crustaci isòpode pertanyent a la família dels asèl·lids que es troba a l'illa de Còrsega (França).